# آستان امامزادگان اهلعلی و سهلعلی
آستان امامزادگان اهلعلی و سهلعلی مربوط به دوران‌های تاریخی پس از اسلام است و در شهرستان زرندیه، بخش مرکزی، کیلومتر ۴۰ جاده تهران واقع شده است. این اثر در تاریخ ۲۷ آبان ۱۳۸۶ با شمارهٔ ثبت ۲۰۲۲۹ به عنوان یکی از آثار ملی ایران به ثبت رسیده است.